# Субекваторіальний кліматичний пояс

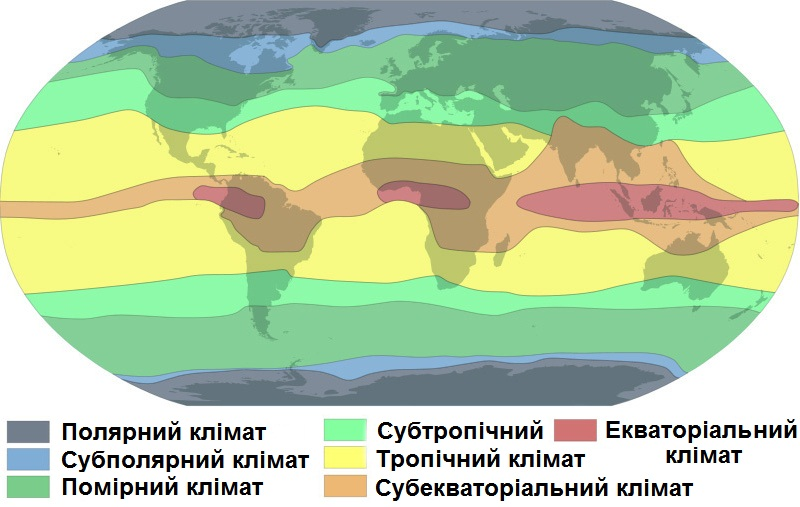
Кліматичні пояси Землі за класифікацією Алісова Б. П.

Субекваторіальний кліматичний пояс — перехідний від екваторіального до тропічного кліматичного поясу Землі.
Влітку тут переважають екваторіальні повітряні маси, взимку — тропічні. Сонце в день сонцестояння перебуває в зеніті. Середня температура влітку +30°С. Багато атмосферних опадів (1000–3000 мм). Середня температура взимку +14°С, опадів мало. Ґрунти після сезону літніх дощів пересихають, тому поширення боліт досить обмежене. Виділяють два підтипи екваторіального клімату: з достатнім зволоженням та недостатнім — Африканській ріг, Західна Індія, Північна Австралія, Каатинга в Бразилії.
Загалом кліматичні умови досить сприятливі для людини, тому з цим кліматичним поясом пов'язані прадавні цивілізаційні центри — Ефіопське нагір'я, Індокитай, Індія. Радянський академік М. І. Вавилов визначив центри походження культурних рослин. До субекваторіального поясу належать такі: Мезоамерика, Південна Америка, Африка, Південна Азія, Австралія.

## Біота
У межах субекваторіальних поясів виділяють зони лісів і саван. Ландшафти значною мірою змінені людиною, освоєні під плантаційні культури та пасовища.